# Lillete Dubey
Lillete Dubey – indyjska aktorka filmowa i teatralna oraz reżyser i założycielka Theatre Action Group w Delhi.
Jej córka Neha Dubey także jest aktorką i wystąpiła w 2003 roku u boku Sanjay Dutta w Munnabhai M.B.B.S. jako Nandini w piosence „Dekh le”.

## Filmografia
- Kabhie Kabhie (1997)
- Love You Hamesha (1999)
- Bawandar (2000)
- Zubeidaa (2001) ... Rose Davenport
- Gadar: Ek Prem Katha (2001)
- Monsunowe wesele (2001) ... Pimmi Verma
- Om Jai Jagadish (2002) ... mama Neetu
- Pinjar (2003) ... pani Mohanlal
- Johnny (2003)
- Chalte Chalte (2003) ... Anna Mausi
- Ogrodnik (2003) ... Shanti Patel
- Gdyby jutra nie było (2003) ... Jaswinder „Jazz” Kapoor
- Lakshya (2004) ... p. Dutta
- Vanity Fair (2004) ... p. Green
- Morning Raga (2004) ... p. Kapoor
- Sau Jhooth Ek Sach (2004) ... Moushami Pradhan
- Bow Barracks Forever (2004) ... Emily Lobo
- Mój brat Nikhil (My Brother… Nikhil, 2005) ... Anita Rosario Kapoor
- Main Aisa Hi Hoon (2005) ... Ritu
- Dosti: Friends Forever (2005) ... Kiran Thapar
- Fanaa (2006) ... instruktor Zooni
- Corporate (2006) ... Devyani Bakshi
- Aap Ki Khatir (2006) ... Betty A. Khanna
- My Name Is Anthony Gonsalves (2007)
- Fauj Mein Mauj (2007)
- Har Pall (2007)
- Pankh (2008)
- Hotel Marigold (2012) ... p. Kapoor